# 滙賢一號
滙賢一號（英語：One Vista）是位於香港新界屯門新合里1至3號的綜合商業發展項目，由兩棟大樓組成，總樓面面積約32萬平方呎。該項目前身為工業大廈，後透過活化工廈計劃改建而成，現由陞域集團與佳源國際控股共同持有。

## 歷史
2018年5月，佳源國際控股以26.2億港元向鄧成波旗下陞域集團購入三個香港物業項目的70.1%權益，其中包括滙賢一號。此交易反映當時市場對工廈活化項目的投資興趣。項目改建後於同年推出市場銷售，定位為屯門區較罕見的商廈項目。

## 建築
滙賢一號由兩棟不同高度的建築物組成：
- 滙賢一號·雋朗（One Vista Supreme）：樓高10層，設有商場、寫字樓及停車場設施
- 滙賢一號·雋峰（One Vista Summit）：樓高27層，主要作為寫字樓用途

項目設計提供較小面積單位，2018年推出時入場費約500萬港元，針對中小型企業需求。據市場資料顯示，這種戶型設計在當時屯門區商業物業市場較為罕見。

## 交通
項目坐落屯門新合里，鄰近屯門公路及屯門站公共交通交匯處，周邊設有多條巴士及小巴路線往返香港各區。

## 外部連結
- 滙賢一號 （页面存档备份，存于）